# اولستینویک
اولستینویک (به لاتین: Ulsteinvik) یک شهرک در نروژ است که در اولستاین واقع شده است. اولستینویک ۴٫۲۶ کیلومتر مربع مساحت و ۶٬۲۰۱ نفر جمعیت دارد و ۵ متر بالاتر از سطح دریا واقع شده است.